# Zacharias Allewelt
Zacharias Allewelt (* 1682 in Bergen; † 1744 in Kopenhagen) war ein dänisch-norwegischer Kapitän.
Er war 1726 Kapitän auf der Galiot Den unge Jomfru (Die junge Jungfrau) auf einer Fahrt entlang der Küste von Guinea und den dänischen Kolonien in der Karibik. Später segelte er im Sklavenhandel für die Dänisch-Asiatische Kompanie (Danske Asiatiske Compani), zunächst als Obersteuermann auf der Slesvig (Schleswig). Im Jahre 1727 überführte er 51 Sklaven von Guinea, wovon jedoch 19 auf dem Weg nach Westindien starben. Von 1735 reiste er auf der Fregatte Dronningen af Danmark (Königin von Dänemark). Er unternahm drei Reisen nach Kanton in China. Hier wurden zwei Skulpturen von ihm angefertigt, wovon sich eine im kunsthistorischen Museum von Aust-Agder in Arendal und die andere im dänischen Handels- und Seefahrtsmuseum auf Schloss Kronborg befindet.
Allewelt heiratete 1725 Gjertrud Andersdatter Dahll aus Neskilen. Sie wohnten wechselweise in Kopenhagen und auf dem Gut Merdøgaard auf der Insel Merdø bei Arendal.
| Personendaten    | Personendaten                  |
| ---------------- | ------------------------------ |
| NAME             | Allewelt, Zacharias            |
| KURZBESCHREIBUNG | dänisch-norwegischer Seefahrer |
| GEBURTSDATUM     | 1682                           |
| GEBURTSORT       | Bergen                         |
| STERBEDATUM      | 1744                           |
| STERBEORT        | Kopenhagen                     |